# فرودگاه هنری تیفت میرس
فرودگاه هنری تیفت میرس (به انگلیسی: Henry Tift Myers Airport) یک فرودگاه همگانی با کد یاتا TMA است که یک باند فرود آسفالت دارد و طول باند آن ۱۶۷۸ متر است. این فرودگاه در کشور ایالات متحده آمریکا قرار دارد و در ارتفاع ۱۰۸٫۲ متری از سطح دریا واقع شده‌است.